# Święto Milicji Obywatelskiej i Służby Bezpieczeństwa
Święto Milicji Obywatelskiej i Służby Bezpieczeństwa – święto obchodzone w Polskiej Rzeczypospolitej Ludowej do 1989 roku na cześć Milicji Obywatelskiej i Służby Bezpieczeństwa. Obchodzono je 7 października, w rocznicę powołania MO przez PKWN w 1944 roku.
Podczas tego święta dekorowano funkcjonariuszy Milicji Obywatelskiej i Służby Bezpieczeństwa odznaczeniami państwowymi.
Od 1989 przez kolejnych sześć lat formacja przeznaczona do ochrony bezpieczeństwa ludzi i mienia nie miała swojego oficjalnego święta. Awanse i wyróżnienia wręczano policjantom w Dniu Niepodległości. Potrzeba kontynuacji i pamięci o tych wszystkich, którzy służyli bezpieczeństwu przyczyniła się do ustanowienia w 1995 roku Święta Policji.